# Lykan Hypersport

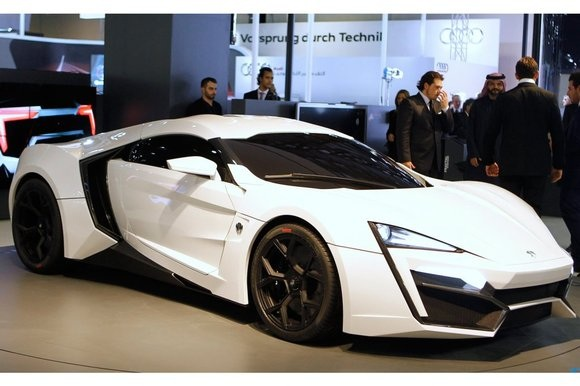
Lykan Hypersport

Lykan Hypersport is een auto waarvan er slechts zeven zijn geproduceerd door de uit de Verenigde Arabische Emiraten afkomstige autoproducent W motors.
De auto heeft enige bekendheid verkregen nadat deze gebruikt werd in de film Furious 7.
W Motors is de oudste producent van sportauto’s in het Midden-Oosten. W Motors is opgericht in 2012 en lanceerde hun eerste model in 2013.

## Prijs
De Lykan Hypersport kost 3.4 miljoen USD. Een reden voor deze hoge kostprijs is de beperkte oplage, diamanten in de LED lichten, gebruik van koolstof voor gewichtsverlies en de 3.7 liter (3746cc) Twin-turbo motor. W Motors werkte samen met Libanese, Franse en Italiaanse ontwerpers en ingenieurs. Anthony Jannarelly en Ralph R. Debbas zijn de drie ontwerpers van deze hyperbolide.